# Gynostemma pentaphyllum
Gynostemma pentaphyllum, (chinesisch 絞股藍 / 绞股蓝, Pinyin jiǎogǔlán, deutsche Schreibweise Jiaogulan) ist eine Pflanzenart der Familie der Kürbisgewächse (Cucurbitaceae). Teile der Pflanze werden als Gemüse, Salat oder Tee zubereitet. In moderner pseudowissenschaftlicher Literatur ist sie auch unter den Bezeichnungen Rankende Indigopflanze, Kraut der Unsterblichkeit bzw. Unsterblichkeitskraut sowie Fünfblättriger Ginseng bekannt.

## Beschreibung

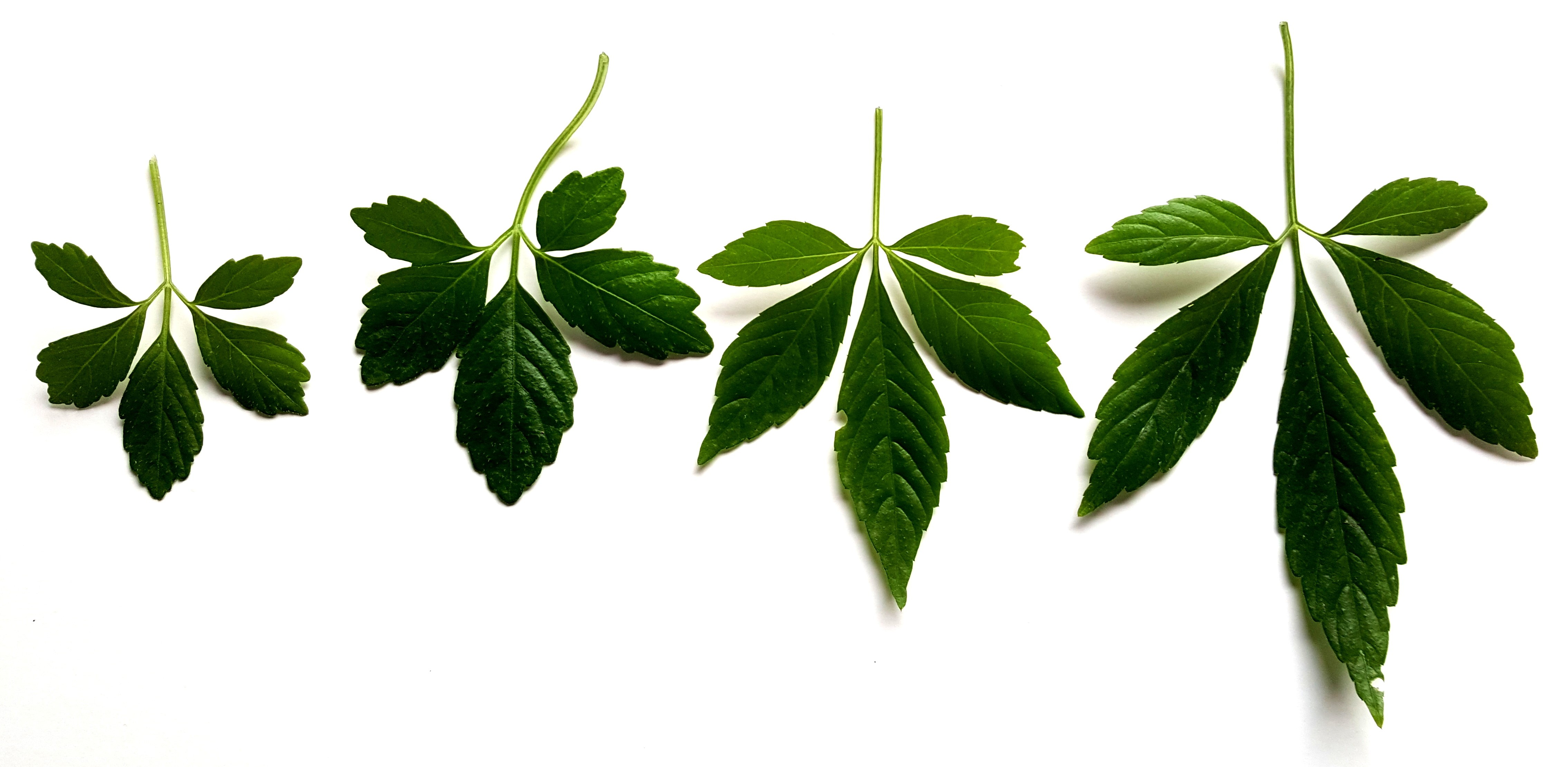
Je nach Standort weisen Jiaogulanblätter Variationen auf.

Gynostemma pentaphyllum ist eine schlanke, kletternde, einjährige bis ausdauernde krautige Pflanze und erreicht Wuchslängen von 4 bis 8 Metern. Sie verbreitet sich im Beet mit Rhizomen und Wurzelknollen als Überdauerungsorgan. Sie ist fein behaart bis verkahlend mit rippigen Sprossachsen. Die Ranken sind gegabelt, selten einfach.
Die wechselständigen, gestielten und im Umriss eiförmigen bis rundlichen Laubblätter sind einfach bis oft unpaarig gefiedert, (fast) fußförmig, aus bis zu sieben (neun) Blättchen zusammengesetzt. Diese sind von eiförmiger über verkehrt-eiförmiger bis lanzettlicher Form. Das endständige Blättchen ist 4 bis 14 cm lang und 2 bis 5 cm breit, alle weiteren kleiner. Die kurz gestielten Blättchen sind spitz bis zugespitzt oder stumpf an der Spitze und stachelspitzig, an der Basis spitz bis stumpf sowie herablaufend und am Rand spitzig unregelmäßig gesägt bis gekerbt, wenn behaart, borstig, dann vor allem entlang der Nervatur.
Gynostemma pentaphyllum ist zweihäusig getrenntgeschlechtig (diözisch). Die achselständigen und rispigen, mehr oder weniger behaarten Blütenstände sind bis zu 30 cm lang und herabhängend. Die weiblichen sind kleiner. Die eingeschlechtlichen und fünfzähligen, gestielten Blüten mit doppelter Blütenhülle sind mit kleinen Tragblättern versehen. Die dreieckigen Kelchabschnitte sind bis 1 mm lang, die gelblich-grünen bis weißlichen und zugespitzten bis geschwänzten, sternförmig ausladenden Kronlappen sind schmal-eiförmig und bis 3,5 mm lang. Der Blütenbecher ist nur sehr klein. Die weiblichen Blüten besitzen manchmal kurze Staminodien, die männlichen fünf kurze und verwachsene Staubblätter. Der Fruchtknoten der weiblichen Blüten ist unterständig mit bis drei kurzen Griffeln und zweilappigen Narben.
Die Früchte sind runde und glatte bis leicht borstige, wenigsamige, kapselfruchtartige Beeren mit Griffel- und Perianthresten mit einem Durchmesser von 5 bis 8 mm, die dunkelgrün bis fast schwarz werden, wenn sie reif sind. Die zwei abgeflacht dreieckigen bis herzförmigen Samen sind feinwarzig und bis 4 mm lang. Die Früchte öffnen sich mit drei Klappen.
Die Chromosomenzahl beträgt 2n=22, 24, 64 oder 66.
In China (altes-Mandarin) ist Jiaogulan als Xiancao 仙草 bekannt, was auf Deutsch so viel bedeutet wie 'Das Kraut der Unsterblichkeit'.

## Verbreitung

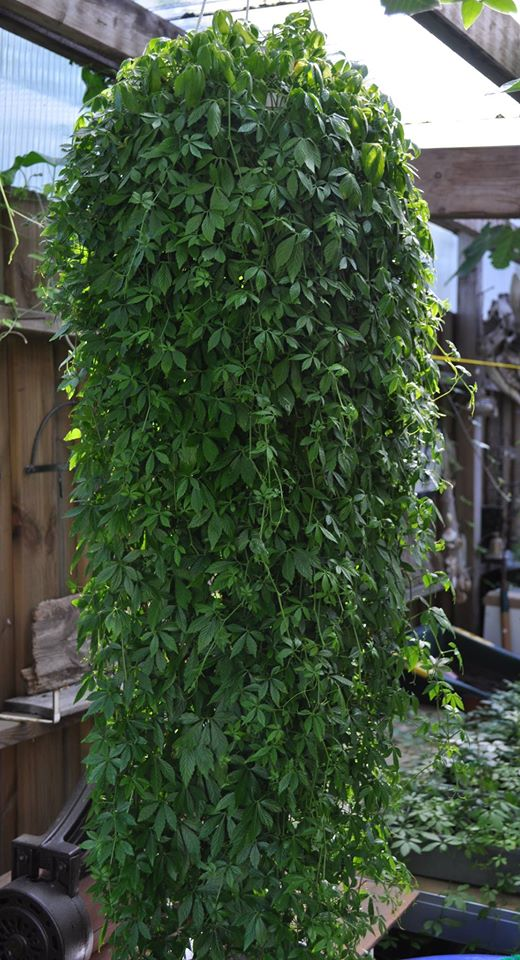
In einer Hängeampel kann eine Jiaogulan-Pflanze eine stattliche Länge erreichen.

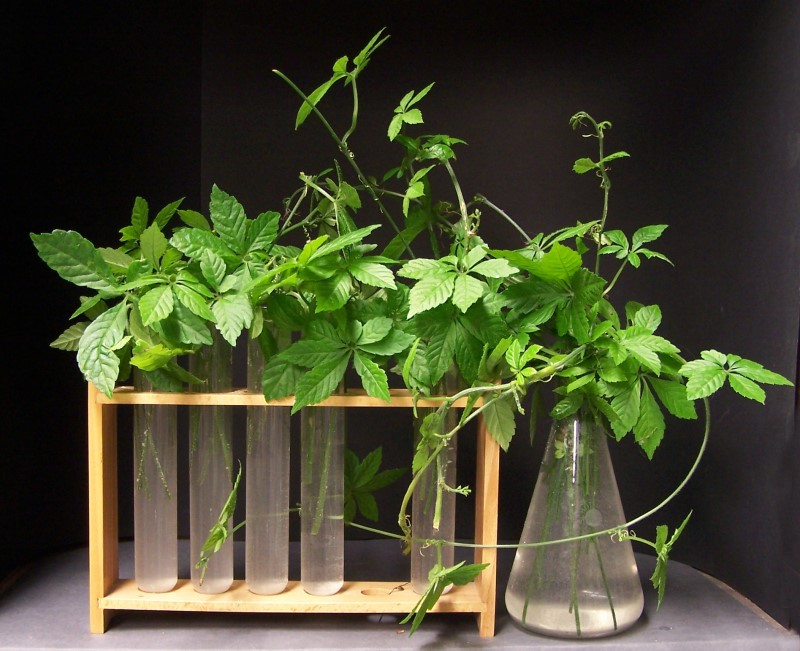
Wurzelbildung in einer Versuchsanordnung

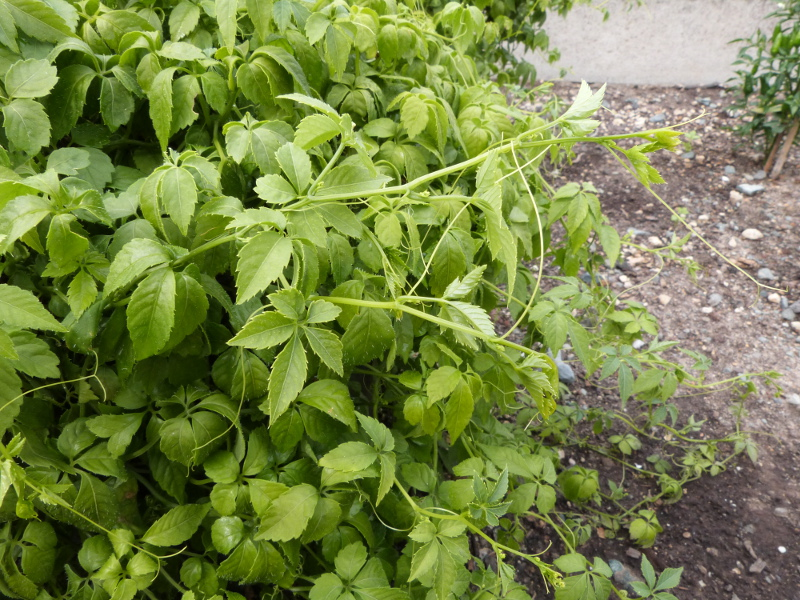
Gynostemma pentaphyllum, Habitus

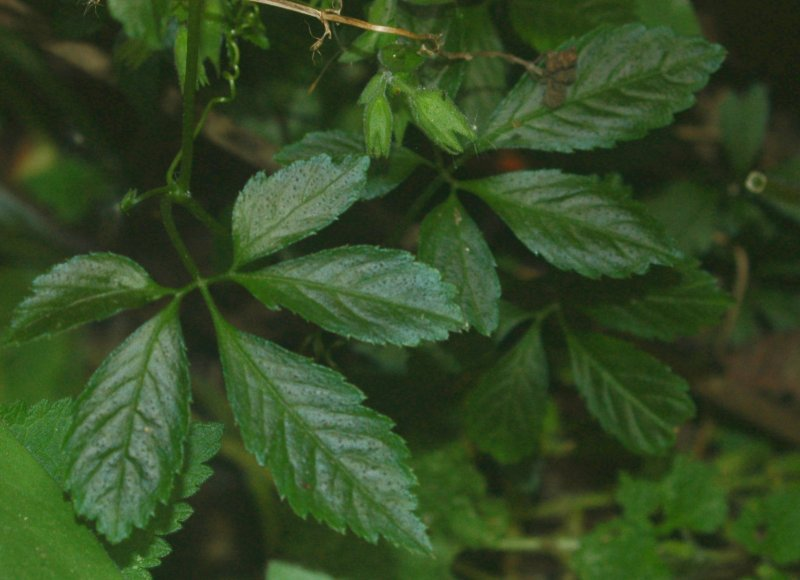
Gynostemma pentaphyllum

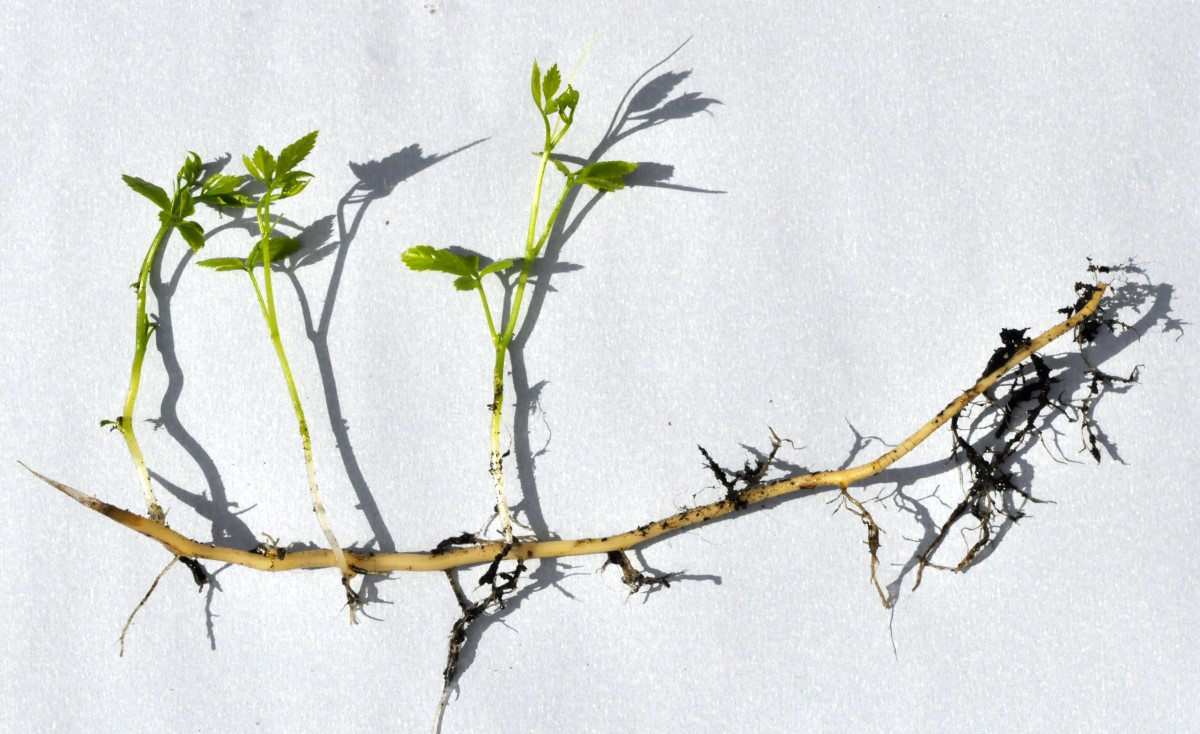
Vermehrung durch Rhizome

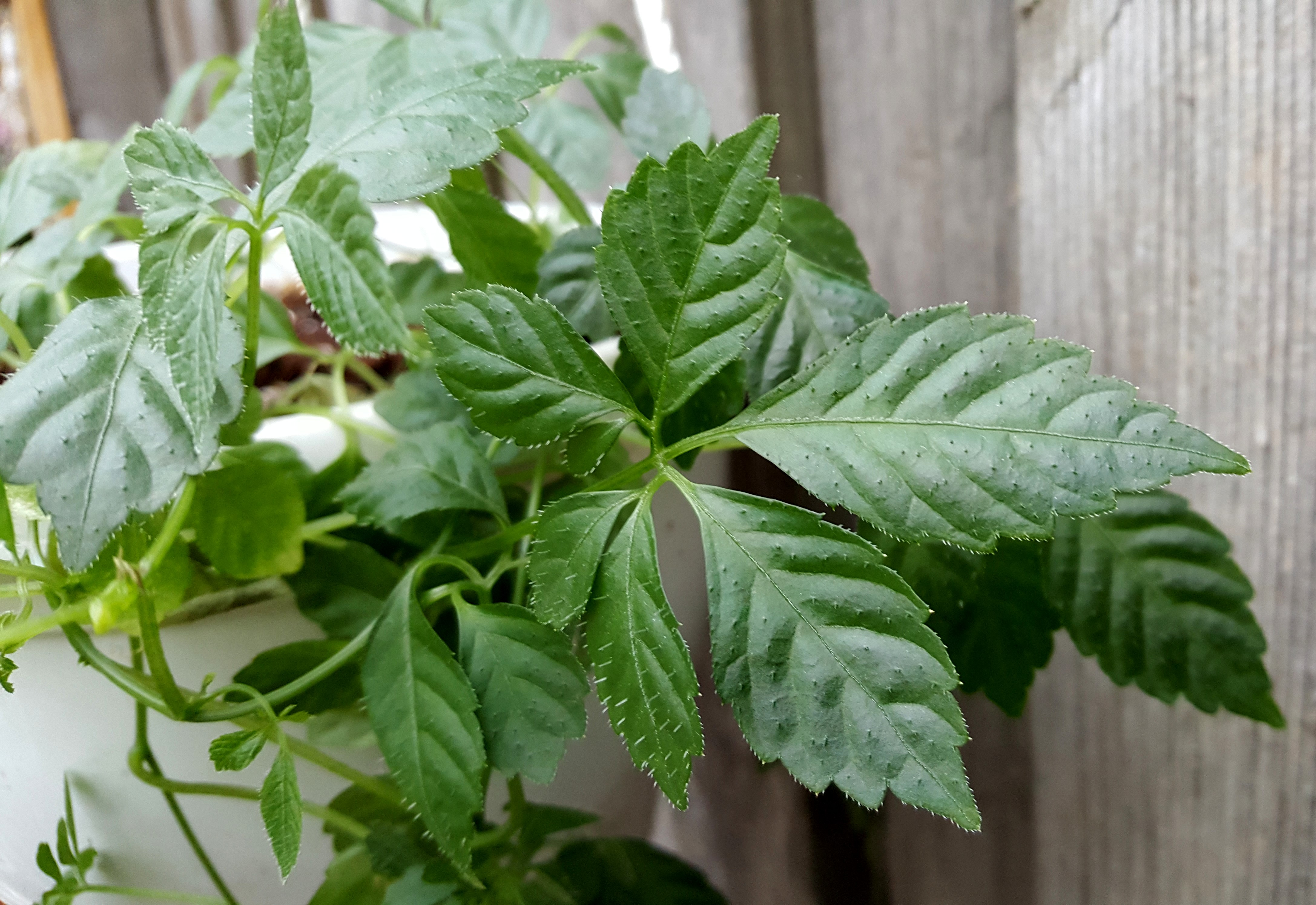
Siebenblättrige Form

Generell sind junge Blätter etwas runder als ausgewachsene Blätter. Ganz junge Blätter können auch heller ausfallen, bauen aber später durch die normale Photosynthese ein dunkleres Erscheinungsbild auf.
Gynostemma pentaphyllum ist im südlichen China, Japan, Korea, Thailand, Indien, Sri Lanka, Bangladesch bis in den Himalaya und im gesamten südostasiatischen Raum und Neuguinea beheimatet. Sie besiedelt Dickichte und gedeiht in Höhenlagen bis 3200 Metern Meereshöhe, bevorzugt aber warmes und feuchtes Klima. Sie soll zwischen −15 °C bis +41,5 °C überlebensfähig sein. Die optimale Wuchstemperatur liegt aber zwischen +15 °C bis +30 °C. Die Pflanze bevorzugt schattige Wuchsplätze mit einer wachstumsfähigen Beleuchtung von 40–80 % und einer optimalen Beleuchtung von 65–75 %. Stickstoff-, Phosphor- und humusreiche, feuchte Erde mit einem pH-Wert von 5,5 bis 8,0 (optimal: 6,5 bis 7,0) sind ideal für das Wachstum von G. pentaphyllum. Die optimale Erde ist mehr als 30 cm tief, gut durchlüftet und hält Wasser, wie z. B. sandige Lehmböden. Unter diesen Umständen sind das Wachstum und die Beerenproduktion sowie der Saponin-Gehalt (Gypenoside) der Pflanze am höchsten.

## Systematik und botanische Geschichte
Die Pflanze wurde erstmals 1406 während der Ming-Dynastie durch Zhu Xiao im Buch „Heilkräuter gegen die Hungersnot“ beschrieben.
Die westliche Erstbeschreibung wurde 1784 durch den schwedischen Naturforscher Carl Peter Thunberg unter dem Namen Vitis pentaphylla veröffentlicht. Der deutsch-holländische Botaniker Carl Ludwig Blume überstellte sie 1825 als Gynostemma simplicifolium in eine andere Gattung. Der japanische Botaniker Makino Tomitarō behielt 1902 diese Entscheidung bei, verwandte jedoch wieder das Artepitheton der Erstbeschreibung durch Thunberg und schuf so das heute gültige Taxon Gynostemma pentaphyllum.

## Inhaltsstoffe
Bis 2005 wurden über 100 Saponine, genannt Gypenoside oder Gynosaponine, aus G. pentaphyllum isoliert und identifiziert. Der Gesamtsaponin-Gehalt beträgt ~ 2,4 % der getrockneten Pflanze. Acht dieser Gypenoside entsprechen den protopanaxadiol-artigen Ginsenosiden, die in Panax ginseng zu finden sind.
Diese Ginsenoside machen rund 25 % des Gesamtgehalts an Gypenosiden in der Pflanze aus und gelten als erster Nachweis für das Vorkommen von Ginseng-Saponinen außerhalb der Araliengewächse. Studien zeigen, dass der gesamte Saponingehalt der Pflanze am höchsten vor der Blüte ist.

## Verwendung
In Thailand und China werden frische Blätter als Salat oder spinatähnlich verwendet. Sowohl aus den getrockneten als auch den frischen Blättern kann zudem Tee zubereitet werden.
G. pentaphyllum wird in der traditionellen chinesischen Medizin verwendet, um Hitze auszuleiten, Geist zu ergänzen, Gift aufzulösen, den Blutzuckerspiegel zu senken und die Leberfunktion zu schützen. Eine häufige moderne Indikation ist in China die Hyperlipidämie. Die wissenschaftlichen Belege beschränken sich allerdings bisher auf Tierversuche und Kleinstserien. So könnte Gynostemma pentaphyllum etwa gegen nichtalkoholische Fettlebererkrankung wirken. Im Tierversuch an Ratten gab es keine toxische Wirkung. Die LD50-Werte für den Gesamtsaponin-Gehalt betragen 1,85 g·kg−1 (Ratte, i.p.) und 755–838 mg·kg−1 (Maus, i.p.). In Europa hat die Pflanze keine medizinische Zulassung. Sie wurde früher als Nahrungsergänzungsmittel vermarktet; seit die Europäische Union für Novel Foods eine Zulassung fordert, als sogenanntes „Duftkraut“.

## Etymologie
Der wissenschaftliche Name leitet sich von altgriechisch γυνή gyné, deutsch ‚Frau‘ und altgriechisch στέμμα stémma, deutsch ‚Kranz‘ sowie von altgriechisch πέντε pénte, deutsch ‚fünf‘ und altgriechisch φύλλον phýllon, deutsch ‚Blatt‘ ab. Er bedeutet daher fünfblättriger Frauenkranz.